# Medalha de Mérito (Osttimor)

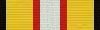
Bandschnalle der Medalha de Mérito

Die Medalha de Mérito (deutsch Verdienstmedaille) ist ein Ehrenzeichen Osttimors.

## Hintergrund

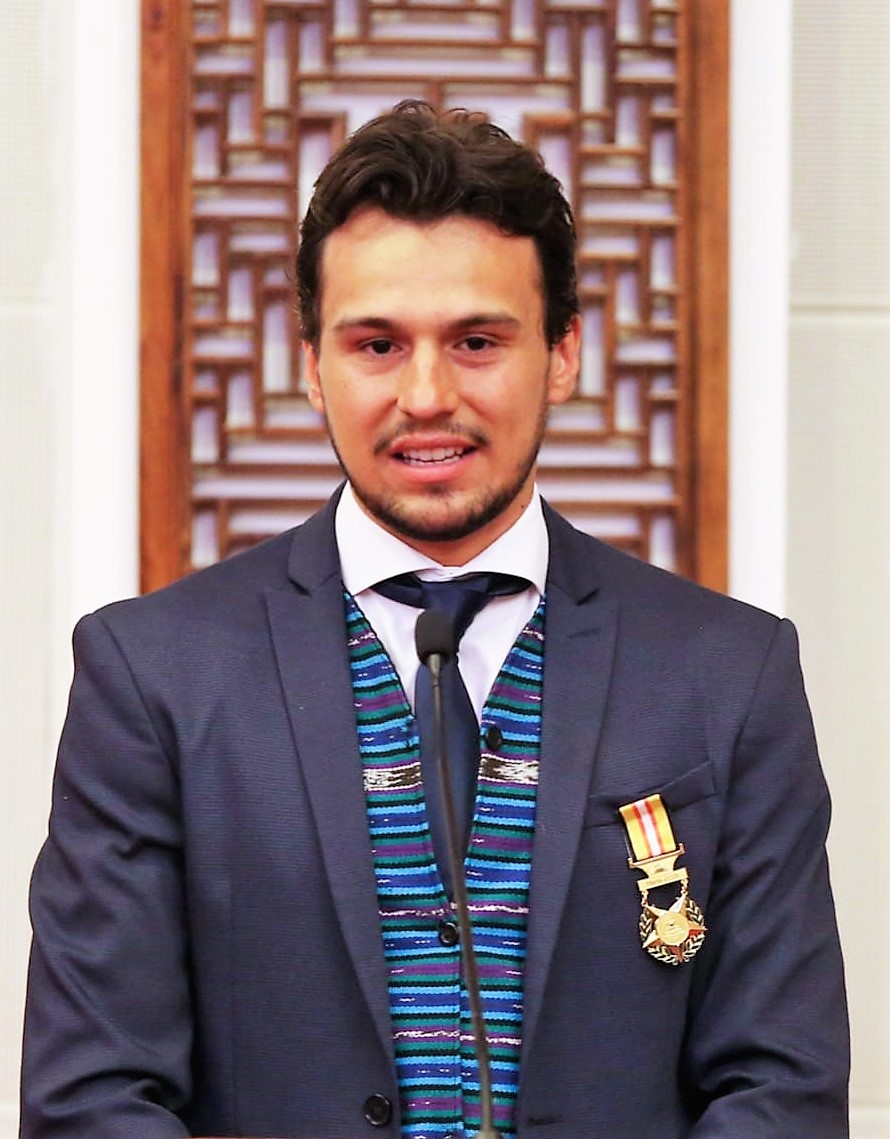
Yohan Goutt Goncalves mit der Medalha de Mérito (2023)

Die Medalha de Mérito wird osttimoresischen und ausländischen Zivilpersonen und Militärangehörigen verliehen, die einen wesentlichen Beitrag zu nationalem Frieden und Stabilität geleistet haben, um Anerkennung und Dank auszusprechen.
Zu Ehrende können von zivilen und militärischen Kräften, der öffentlichen Verwaltung sowie der Zivilgesellschaft im Allgemeinen dem Staatspräsidenten vorgeschlagen werden. Dieser entscheidet zusammen mit der zuständigen Kommission über die Verleihung der Medaille. Die Mitglieder der Kommission werden per Präsidentendekret bestimmt. Sollen Staatsbedienstete ausgezeichnet werden, muss zuvor eine Stellungnahme der Regierung erfolgen. Allerdings sind in Ausnahmefällen auch Verleihungen durch den Präsidenten möglich, ohne diese Vorgabe zu erfüllen.

## Aussehen
Die goldene Medaille hat einen Durchmesser von 38 mm. Auf der Vorderseite zeigt sie einen fünfzackigen Stern und die Nationalflagge Osttimors. In der Mitte des Sterns befindet sich das Wappen Osttimors. Auf der Rückseite ist eine Lorbeerkrone. Das Ordensband ist in den Farben der Nationalflagge gehalten, wobei die Goldfarbe dominiert, das die Präsidentschaft repräsentiert.

## Träger der Medalha de Mérito
Die Liste ist nicht vollständig.
- Falur Rate Laek
- Dan Murphy, 2009[2]
- Teófilo Freitas, 2018[3]
- Francisco Guterres, 2012
- Pascoela dos Santos Pereira, 2018[3]
- Michael Slater[4]
- Alexandrino de Araújo, 2012[5]

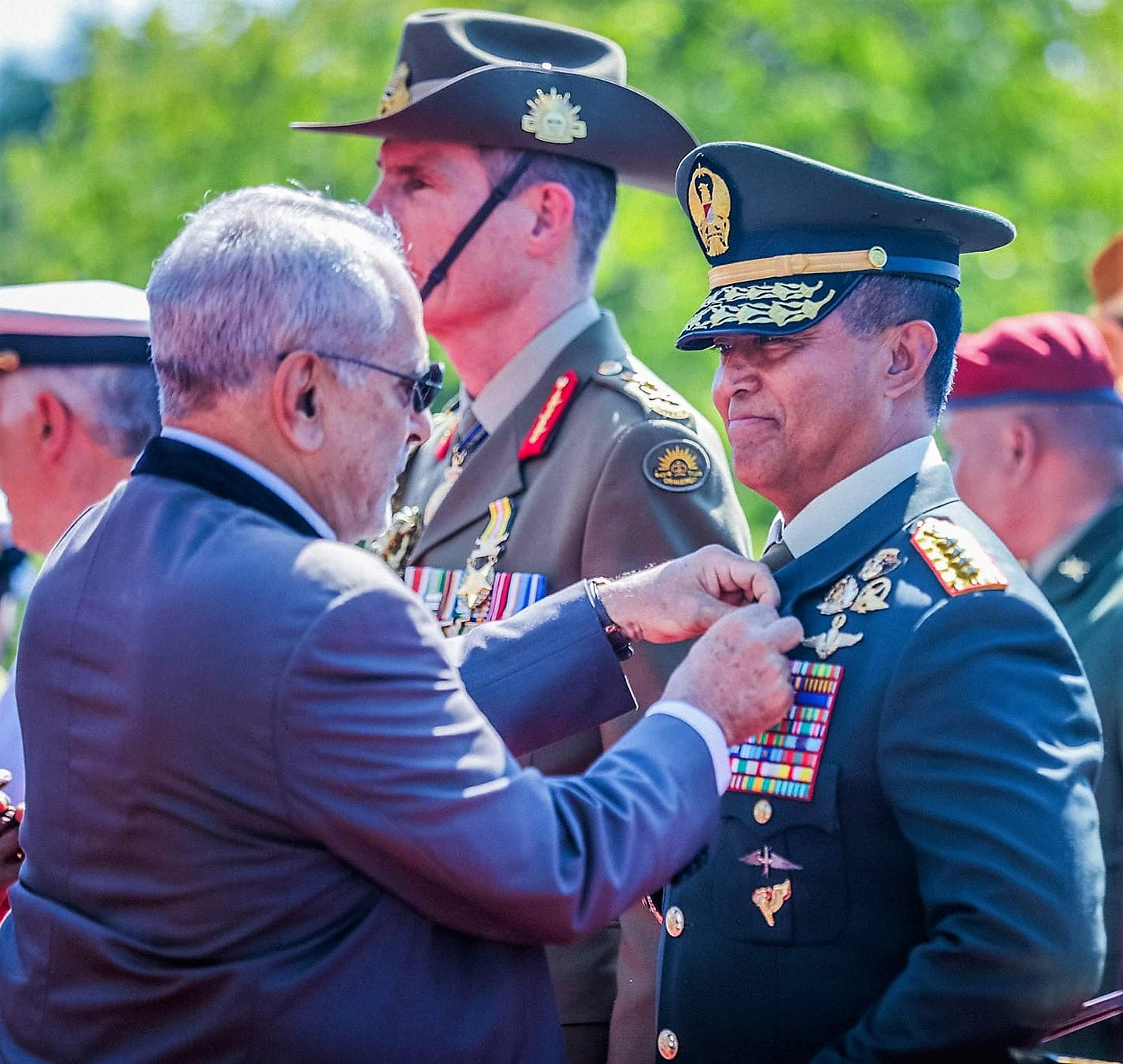
Andika Perkasa erhält die Medaille (2022)

- António Ramos-André, Assessor para a Comunicação, 2012[5]
- António Veladas, 2012[5]
- João Felgueiras, 206
- Paulo Remédios, 2012[5]
- Augusto Júnior, 2012[5]
- Evaristo Doutel Sarmento, 2012[5]
- Bojamma Gandhi, 2012[5]
- Luís Almeida, 2012[5]
- Carlos de Jesus, 2012[5]
- Oberst César Couto Rodrigues, 2012[5]
- Oberst Jorge Graça, 2012[5]
- José Meirelles, 2012[5]
- Ana Eliza Szmrecsanyi, 2012[5]
- José Turquel, 2012[5]
- Floriano Carvalho, 2012[5]
- Sean Borrel, 2012[5]
- Nelson Silva, 2012[5]
- Hugo Martins, 2012[5]
- Partha Sarathi Bhowmick, 2012[5]
- Pedro Miguens, 2012[5]
- Angus John Campbell, australischer General (2022)[6]
- Abdullah Mahmud Hendropriyono, indonesischer Minister, General und Nachrichtendienstchef (2022)[6]
- Andika Perkasa, indonesischer General (2022)[6]
- António Manuel Fernandes da Silva Ribeiro, portugiesischer Vizeadmiral (2022)[6]
- Kim Jeong-ho, südkoreanischer Diplomat[7]
- Yohan Goutt Goncalves, osttimoresischer Skiläufer[8]
- Alfredo Manuel Pires, 2012 (postum)[9]
- Brigido de Sousa, Chef der BNCTL (2023)